# 陳至鋒
陳至鋒（英語：Chan Chi Fung，1998年3月30日—）於香港出生。陳至鋒是香港男子賽艇運動員。小學就讀葛量洪校友會黃埔學校，及後曾升讀余振強紀念中學，畢業於香港道教聯合會圓玄學院第三中學。

## 簡歷
2013年，陳至鋒開始參與賽艇運動。
2018年，陳至鋒在雅加達亞運會男子公開組單人雙槳決賽中列第五名。